# 363 v. Chr.
Portal Geschichte | Portal Biografien | Aktuelle Ereignisse | Jahreskalender | Tagesartikel

◄ |
5. Jahrhundert v. Chr. |
4. Jahrhundert v. Chr. |
3. Jahrhundert v. Chr. |
►

◄ | 380er v. Chr. | 370er v. Chr. | 360er v. Chr. | 350er v. Chr. |
340er v. Chr. |
►

◄◄ | ◄ | 366 v. Chr. | 365 v. Chr. | 364 v. Chr. | 363 v. Chr. |
362 v. Chr. |
361 v. Chr. |
360 v. Chr. |
► |
►►

## Ereignisse
- Marcus Fabius Ambustus und Lucius Furius Medullinus werden römische Censoren.
- Athen erobert die Stadt Potidaia.

## Geboren
- Barsine, Geliebte von Alexander dem Großen († 309 v. Chr.)